# Ugo Tognazzi
Ugo Tognazzi, geboren als Ottavio Tognazzi, (Cremona, 23 maart 1922 – Rome, 27 oktober 1990) was een Italiaans filmacteur, regisseur en scenarioschrijver.
Tognazzi maakte deel uit van een talentvolle generatie populaire acteurs (Marcello Mastroianni, Nino Manfredi, Alberto Sordi en Vittorio Gassman), allen vertolkers van kletsgrage rokkenjagers en dikdoende praatjesmakers die met een lach en een traan door het leven gingen. Ze hielpen onder regie van onder meer Vittorio De Sica, Dino Risi, Luigi Comencini, Mario Monicelli en Mauro Bolognini gestalte geven aan het filmgenre van de commedia all'italiana (1955-1975).

## Leven en werk

### Jonge jaren
Tognazzi’s vader werkte voor een verzekeringsmaatschappij en moest voor zijn werk vaak verhuizen. Tognazzi bracht zijn jeugd dan ook in een groot aantal plaatsen door. In 1936 keerde hij terug naar zijn geboortestad Cremona, waar hij een baan nam in een salamifabriek. Tijdens de Tweede Wereldoorlog werd hij opgeroepen voor dienstplicht. Nadat Italië een wapenstilstand tekende met de geallieerden in september 1943, keerde Tognazzi naar huis terug.
In het leger organiseerde hij al kleine toneelstukken ter vermaak van zijn mede-soldaten. In 1945 verhuisde hij naar Milaan, waar hij lid werd van een theatergezelschap geleid door Wanda Osiris. Een paar jaar later richtte Tognazzi zijn eigen muziekmaatschappij op.

### Filmcarrière

#### Debuut, televisieshows en eerste filmjaren
In 1950 maakte Tognazzi zijn filmdebuut in I cadetti di Guascogna, onder regie van Mario Mattoli. In de jaren erop leerde hij Raimondo Vianello kennen, met wie hij een komisch duo vormde voor RAI TV (1954–1960). Hun shows, die satirische aspecten vertoonden, werden soms gecensureerd voor de Italiaanse televisie, iets wat tot dusver nog nooit was voorgekomen. Tijdens de eerste jaren van zijn van meet af aan drukke filmcarrière (1950-1962) werkte Tognazzi heel vaak samen met destijds populaire maar sinds lang in de vergetelheid geraakte regisseurs als Giorgio Simonelli (10 films), Mario Mattoli (6), Camillo Mastrocinque (5) en Steno (5).

#### Doorbraak
Dankzij zijn rol in de satirische oorlogskomedie Il Federale (Luciano Salce, 1961) werd Tognazzi een van de bekendste gezichten van de zogenaamde commedia all'italiana. Vervolgens castte Salce Tognazzi nog vier keer. 

#### Samenwerkingen
Tognazzi werkte samen met heel wat bekende regisseurs van de Italiaanse filmindustrie die hem meestal de hoofdrol aanboden. Twee grootmeesters van de commedia all'italiana voorop. Zo werd hij een van de lievelingsacteurs van Dino Risi (11 films waaronder La marcia su Roma, I mostri, Straziami, ma di baci saziami, In nome del popolo italiano, Telefoni bianchi, La stanza del vescovo, Primo amore, Sono fotogenico en Le Bon Roi Dagobert). Onder regie van Mario Monicelli draaide hij 8 films waaronder Vogliamo i colonnelli, Romanzo popolare, Amici miei, de meest succesrijke film aan de Italiaanse kassa's in 1975) en zijn eerste sequel Amici miei - Atto II en ten slotte Bertoldo, Bertoldino e Cacasenno.  
Ook de meester van de satirische en non-conformistische film Marco Ferreri wist het komisch talent van Tognazzi naar waarde te schatten en deed negen keer een beroep op hem, onder meer voor L'ape regina, La Donna scimmia, Marcia nuziale, L'harem, L'udienza, La grande abbuffata en Touche pas à la femme blanche!. 
Andere Italiaanse cineasten die een beroep deden op Tognazzi waren onder meer Ettore Scola (4 films, de titelrol in Il commissario Pepe voorop), Luigi Magni (2 films, met Nell'anno del Signore..., de meest succesrijke film aan de Italiaanse kassa's in 1969), Sergio Corbucci (3), Gian Luigi Polidori (3), Nanni Loy (2), Carlo Lizzani (de klassieker La vita agra), Vittorio en Paolo Taviani (hun tweede film I fuorilegge del matrimonio), Pietro Germi (L'immorale), Pier Paolo Pasolini (de klassieker Porcile) en Luigi Comencini (Il gatto).  
In 1981 won hij voor zijn rol in Bernardo Bertolucci's drama La tragedia di un uomo ridicolo de prijs voor Beste acteur op het Filmfestival van Cannes.

#### Internationaal
Ook internationaal werd Tognazzi opgemerkt. Hij was te zien in enkele coproducties zoals Che gioia vivere (René Clément, 1961), Barbarella (Roger Vadim, 1968), Il Maestro e Margherita (Aleksandar Petrović, 1972), La Faille (Peter Fleischmann, 1975) en Matrimonio con vizietto (Il vizietto III) (Georges Lautner, 1985).
Een van zijn bekendste buitenlandse rollen was die van de homofiele nachtclubeigenaar Renato Baldi in het Franse La Cage aux folles (1978), een komedie die ook in de Verenigde Staten succesvol was.

#### Regisseur
Tognazzi waagde zich zelf vijf keer aan het regiewerk. Hij draaide onder meer de komedie Il fischio al naso (1967). Net zoals in zijn vier andere films nam hij de hoofdrol voor zijn rekening. Deze film werd onder andere vertoond op het Internationaal filmfestival van Berlijn.

### Privéleven
In 1972 trouwde Tognazzi met actrice Franca Bettoia. Samen kregen ze een dochter, Maria Sole Tognazzi. De twee bleven getrouwd tot aan Tognazzi’s dood in 1990.
Verder had Tognazzi nog drie zonen uit andere relaties: Ricky Tognazzi, Thomas Robsahm  en Gianmarco Tognazzi. Al zijn kinderen volgden in hun vaders voetsporen en werden acteur of regisseur.
Tognazzi stierf in 1990 op 68-jarige leeftijd. De officiële doodsoorzaak is Intracerebraal hematoom, maar er zijn geruchten dat hij zelfmoord gepleegd zou hebben vanwege chronische depressie. Hij ligt begraven op het kerkhof van Velletri.

## Filmografie

### Acteur
- I cadetti di Guascogna (1950)
- Auguri e figli maschi (1951)
- Una bruna indiavolata (1951)
- La paura fa 90 (1951)
- L'incantevole nemica (1953)
- L'amore in città (1953)
- Totò nella luna (1958)
- Domenica è sempre domenica (1958)
- Mia nonna poliziotto (1958)
- Marinai, donne e guai (1958)
- Psicanalista per signora (1959)
- Le cameriere (1959)
- Tipi da spiaggia (1959)
- La cambiale (1959)
- I baccanali di Tiberio (1959)
- Assi alla ribalta (1959)
- Guardatele ma non toccatele (1959)
- Policarpo, "ufficiale di scrittura" (1959)
- La pica sul Pacifico (1959)
- Non perdiamo la testa (1959)
- Noi siamo due evasi (1959)
- Fantasmi e ladri (1959)
- Femmine di lusso (1960)
- A noi piace freddo (1960)
- Un dollaro di fifa (1960)
- Genitori in blue jeans (1960)
- Le olimpiadi dei mariti (1960)
- Il mio amico Jekyll (1960)
- Il Federale (1961)
- Che gioia vivere (1961)
- Il mantenuto (1961)
- I magnifici tre (1961)
- Sua Eccellenza si fermò a mangiare (1961)
- Cinque marines per cento ragazze (1961)
- Pugni pupe e marinai (1961)
- I tromboni di fra' Diavolo (1962)
- Una domenica d'estate (1962)
- Il giorno più corto (1962)
- La voglia matta (1962)
- I motorizzati (1962)
- La marcia su Roma (1962)
- Liolà (1963)
- RoGoPaG (1963)
- I mostri (1963)
- I fuorilegge del matrimonio (1963)
- Le ore dell'amore (1963)
- Le motorizzate (1963)
- L'ape regina (1963)
- La vita agra (1964)
- Alta infedeltà (1964)
- Controsesso (1964)
- La Donna scimmia (1964)
- Il magnifico cornuto (1964)
- Io la conoscevo bene (1965)
- Menage all'italiana (1965)
- I Complessi (1965)
- Una moglie americana (1965)
- Oggi, domani, dopodomani (episode L'uomo dei cinque palloni, 1965)
- L'uomo dei cinque palloni (of Break-up) (langspeelversie, 1965)
- Le piacevoli notti (1966)
- L'immorale (1966)
- Una questione d'onore (1965)
- Follie d'estate (1966)
- I nostri mariti (1966)
- Marcia nuziale (1966)
- Il fischio al naso (1967)

- Il padre di famiglia (1967)
- Barbarella (1967)
- Straziami, ma di baci saziami (1968)
- Sissignore (1968)
- Satyricon (1969)
- Il commissario Pepe (1969)
- Nell'anno del Signore... (1969)
- Porcile (1969)
- La bambolona (1969)
- Splendori e miserie di Madame Royale (1970)
- Cuori solitari (1970)
- La califfa (1970)
- Venga a prendere il caffè... da noi (1970)
- In nome del popolo italiano (1971)
- La supertestimone (1971)
- Stanza 17-17, palazzo delle tasse, ufficio imposte (1971)
- L'udienza (1971)
- Questa specie d'amore (1972)
- Il generale dorme in piedi (1972)
- Il Maestro e Margherita (1972)
- Vogliamo i colonnelli (1973)
- La proprietà non è più un furto (1973)
- La Grande Bouffe (1973)
- La mazurka del barone, della santa e del fico fiorone (1974)
- Romanzo popolare (1974)
- Permettete signora che ami vostra figlia? (1974)
- Non toccare la donna bianca (1974)
- Touche pas à la femme blanche! (1974)
- L'anatra all'arancia (1975)
- La Faille (Der Dritte Grad) (1975)
- Amici miei (1975)
- Cattivi pensieri (1976)
- Telefoni bianchi (1976)
- Signore e signori, buonanotte (sketchenfilm) (1976)
- Al piacere di rivederla (1976)
- La stanza del vescovo (1977)
- I nuovi mostri (1977)
- Il gatto (1977)
- Casotto (1977)
- Nenè (1977)
- Dove vai in vacanza? (1978)
- La mazzetta (1978)
- La Cage aux folles (1978)
- Primo amore (1978)
- L'ingorgo (1979)
- I viaggiatori della sera (1979)
- Break-up (1979)
- La Cage aux folles II (1980)
- La terrazza (1980)
- Sono fotogenico (1980)
- Sunday Lovers (sketchenfilm, episode Roma) (1980)
- Arrivano i bersaglieri (1980)
- La tragedia di un uomo ridicolo (1981)
- Amici miei atto II (1982)
- Scusa se è poco (1982)
- Scherzo del destino in agguato dietro l'angolo come un brigante da strada (1983)
- Il petòmane (1983)
- Fatto su misura (1984)
- Bertoldo, Bertoldino e Cacasenno (1984)
- Le Bon Roi Dagobert (1984)
- Amici miei atto III (1985)
- La Cage aux folles III (1985)
- Ultimo minuto (1987)
- I giorni del commissario Ambrosio (1988)
- Tolérance (1989)

### Regisseur
- Il mantenuto (1961)
- Il fischio al naso (1967)
- Sissignore (1968)
- Cattivi pensieri (1976)
- I viaggiatori della sera (1979)

## Prijzen en nominaties

### Prijzen

#### David di Donatello per il miglior attore protagonista
- 1967 - L'immorale
- 1971 - La califfa
- 1976 - Amici miei

#### Nastro d'argentovoor beste acteur
- 1964 - L'ape regina
- 1969 - La bambolona
- 1982 - La tragedia di un uomo ridicolo

#### Nastro d'argentovoor beste acteur in een bijrol
- 1966 - Io la conoscevo bene

#### Globo d'orovoor beste mannelijke hoofdrol
- 1971 - La califfa

#### Prijs voor Beste acteurop hetFilmfestival van Cannes
- 1981 - La tragedia di un uomo ridicolo

### Nominaties

#### Nastro d'argentovoor beste acteur
- 1968 - L'immorale
- 1970 - Il commissario Pepe
- 1975 - Romanzo popolare
- 1976 - Amici miei
- 1977 - La stanza del vescovo